# 二障
二障，佛教術語，指的是煩惱障及所知障。
- 煩惱障：字面意思是因為煩惱而造成的障礙，指對自我身心現象無法如實了知其為無常、苦、空、無我的無明，引發對於三界種種法的執著貪愛，故而生生世世在三界六道之中不斷的生死流轉輪迴，無法解脫，不能證阿羅漢果，不能入無餘涅槃。
- 所知障：字面意思是所知不足、智解被遮蔽造成的障礙，也是無法成就佛陀一切知的障礙。這個障礙可理解為二乘覺者的業之習氣，說一切有部又稱為「不染污無知」。

劉宇光批評把讀書人研究學問拿來解釋所知障，這種「所知即障」的解釋理路，是一種跳脫傳統佛教教義的自由發揮。